# Mumble
Mumble (englisch to mumble „murmeln“, „nuscheln“) ist eine freie Sprachkonferenzsoftware, die sich wegen niedriger Latenzzeit und guter Audioqualität unter anderem für den Einsatz parallel zu Onlinespielen eignet.

## Funktionen
Die Software realisiert ein klassisches Client-Server-System. Der Client „Mumble“ stellt eine grafische Oberfläche für Unterhaltungen und zur Administration bereit, der Server „Murmur“ realisiert das Back-End, über das die Gespräche laufen.
Der offizielle Client läuft unter Windows, Linux und macOS. Für Android und iOS gibt es mehrere alternative Clients (z. B. Mumla). Der Server lässt sich auf beinahe beliebigen Systemen kompilieren und ausführen. Die einzige Voraussetzung ist, dass Qt 4.0 ebenfalls kompiliert werden kann. Allerdings existiert auch ein ressourcensparender Server namens uMurmur, der Qt nicht voraussetzt und vor allem für den Einsatz auf Routern geeignet ist, aber einige Funktionen nicht beherrscht.
Die Software nutzt die freien Audiocodecs Constrained-Energy Lapped Transform (CELT) und Opus der Xiph.Org Foundation. Um Kompatibilität zu älteren Clients zu gewährleisten, wird Speex zum Dekodieren mitgeliefert. Mumble nutzt dabei die Fähigkeiten der Codecs zur Echo- und Rauschunterdrückung.
Weitere Funktionen sind:
- vollständig verschlüsselter Datenverkehr
- unterstützt Perfect Forward Secrecy
- beliebige Erzeugung von Kanälen, die auch verschachtelt sein können
- ein komplexes Rechtesystem, das auf Gruppen und Regeln basiert
- Echounterdrückung (nur bei Verwendung von WASAPI auf Windows und PulseAudio auf Linux und wenn sowohl Audioeingabe als auch Audioausgabe dasselbe Soundsystem verwenden)
- Overlay, das in einem Spiel per DirectX 9/10 oder OpenGL Informationen über die Benutzer im Kanal anzeigt
- Benutzerverwaltung in einer SQLite-Datenbank. Es sind aber auch andere Datenbank-Backends wie MySQL möglich.
- Ermittlung der Spielerpositionen in manchen Spielen, womit sich Mumble so einrichten lässt, dass Sprachsignale aus Richtung der jeweiligen Avatare im Spiel kommen (sofern das Spiel von Mumble über ein entsprechendes Plug-in verfügt oder nativ unterstützt wird)[12]
- variable Design-Anpassung des Mumble-Clients anhand von QSS-Skins.[13]
- Zugriff auf die Windows-Text-to-Speech-API und Festival oder espeak, um Systemnachrichten und Text auszugeben
- verfügbar als Installer für Windows, als Paket für diverse Linux-Distributionen und als Universal Binary für Mac OS X
- WYSIWYG-Editor für HTML-Textnachrichten
- Unterstützung für das Display der Logitech-G15-Tastatur
- automatische Anpassung der Lautstärke des Mikrofons durch Automatic Gain Control
- Aufnahmefunktion in die Dateiformate WAV, FLAC, Ogg Vorbis und Au. Neben dem Aufnehmen aller sprechenden Benutzer in eine Datei kann für jeden Benutzer eine eigene angelegt werden, das heißt in mehreren Tonspuren aufgenommen werden.

## Versionsgeschichte
Im September 2005 erschien die erste Alpha-Version 0.1, die folgende Betaphase wurde am 15. Juli 2007 mit der Freigabe der Version 1.0.0 abgeschlossen.
Am 10. Dezember 2009 wurde die Version 1.2.0 mit zahlreichen neuen Funktionen und Verbesserungen veröffentlicht.
Am 1. Juni 2013 wurde die Version 1.2.4 veröffentlicht, mit der Opus eingeführt wurde.
Die Versionen 1.2.5 bis 1.2.8 beinhalten keine neuen Funktionen, sondern sind reine Sicherheitsupdates.
Die Version 1.3.0 wurde am 8. September 2019 veröffentlicht mit neuen Design Themes, dynamischer Kanalfilterung und individueller Nutzer-Lautstärke-Regelung.
Mit Version 1.4.230, die am 16. Januar 2022 veröffentlicht wurde, gab es neben vielen Verbesserungen neue Funktionen wie z. B. die Audiowiedergabe in Stereo.
Die vollständige Versionsgeschichte ist im offiziellen Blog nachzulesen.